# Bimal Gharti Magar
Bimal Gharti Magar (विमल घर्ती मगर; Nawalparasi, 26 gennaio 1998) è un calciatore nepalese, attaccante svincolato della nazionale nepalese.

## Carriera

### Club
Esordisce a 14 anni, e dopo aver giocato in patria con Nepal Football Academy, Far Western FC Kailali e Nepal Army Club, nella stagione 2015-2016 si trasferisce in Spagna, nel Marbella United.

### Nazionale
Esordisce in nazionale a 14 anni il 20 settembre 2012 nell'amichevole pareggiata per 1-1 contro il Bangladesh.

## Statistiche

### Cronologia presenze e reti in nazionale
| Cronologia completa delle presenze e delle reti in nazionale ― Nepal | Cronologia completa delle presenze e delle reti in nazionale ― Nepal | Cronologia completa delle presenze e delle reti in nazionale ― Nepal | Cronologia completa delle presenze e delle reti in nazionale ― Nepal | Cronologia completa delle presenze e delle reti in nazionale ― Nepal | Cronologia completa delle presenze e delle reti in nazionale ― Nepal | Cronologia completa delle presenze e delle reti in nazionale ― Nepal | Cronologia completa delle presenze e delle reti in nazionale ― Nepal |
| Data                                                                 | Città                                                                | In casa                                                              | Risultato                                                            | Ospiti                                                               | Competizione                                                         | Reti                                                                 | Note                                                                 |
| -------------------------------------------------------------------- | -------------------------------------------------------------------- | -------------------------------------------------------------------- | -------------------------------------------------------------------- | -------------------------------------------------------------------- | -------------------------------------------------------------------- | -------------------------------------------------------------------- | -------------------------------------------------------------------- |
| 10-10-2019                                                           | Canberra                                                             | Australia                                                            | 5 – 0                                                                | Nepal                                                                | Qual. Mondiali 2022                                                  | -                                                                    | 66’                                                                  |
| Totale                                                               |                                                                      | Presenze                                                             | 1                                                                    |                                                                      | Reti                                                                 | 0                                                                    |                                                                      |